# Mopsus mormon
Mopsus mormon là một loài nhện trong họ Salticidae, phân bố ở Úc và New Guinea.

## Hình ảnh

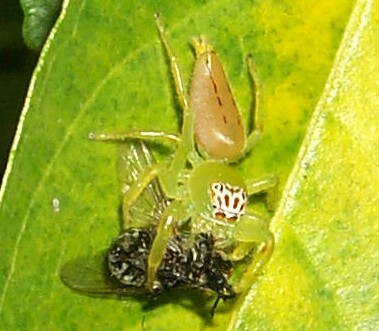
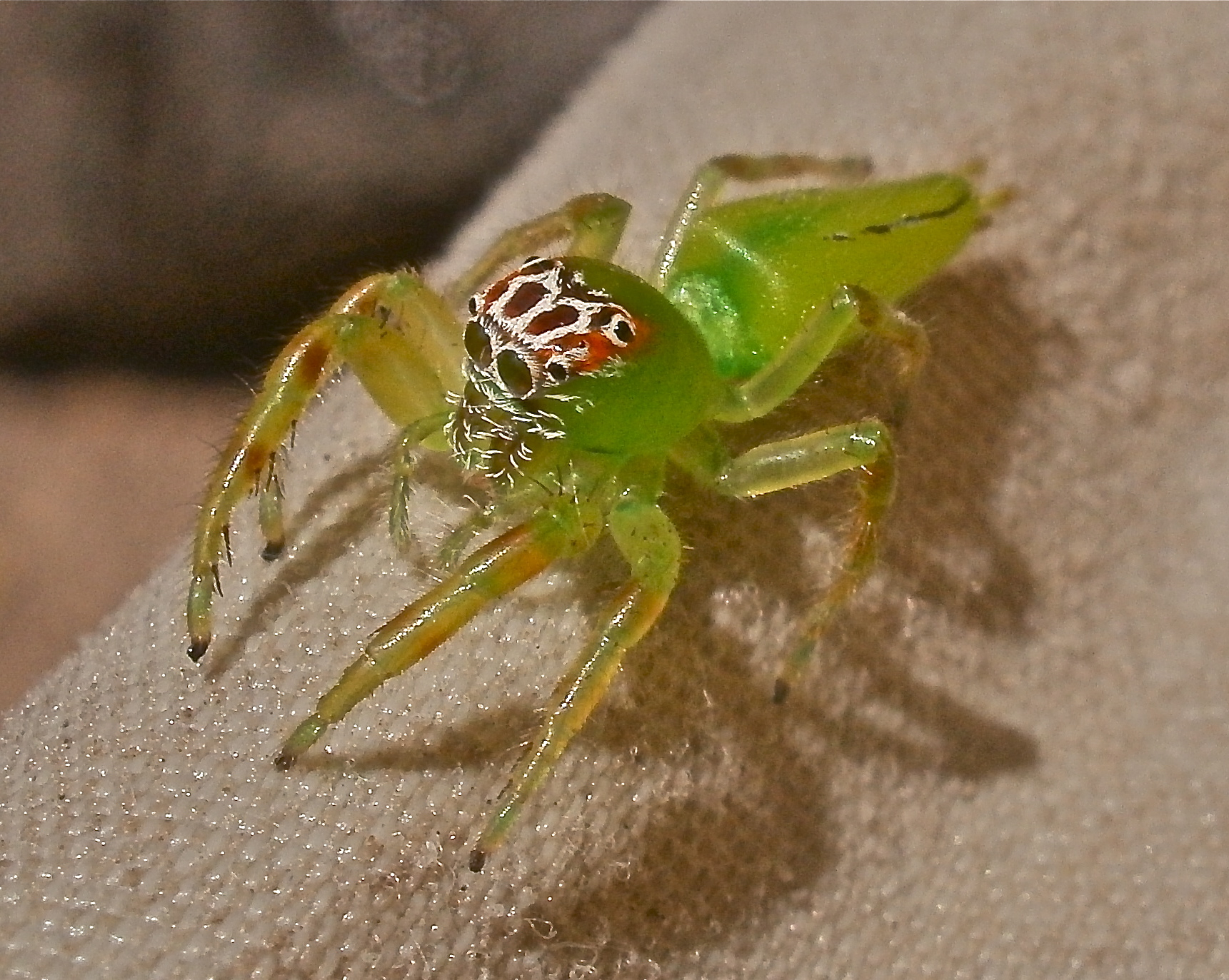
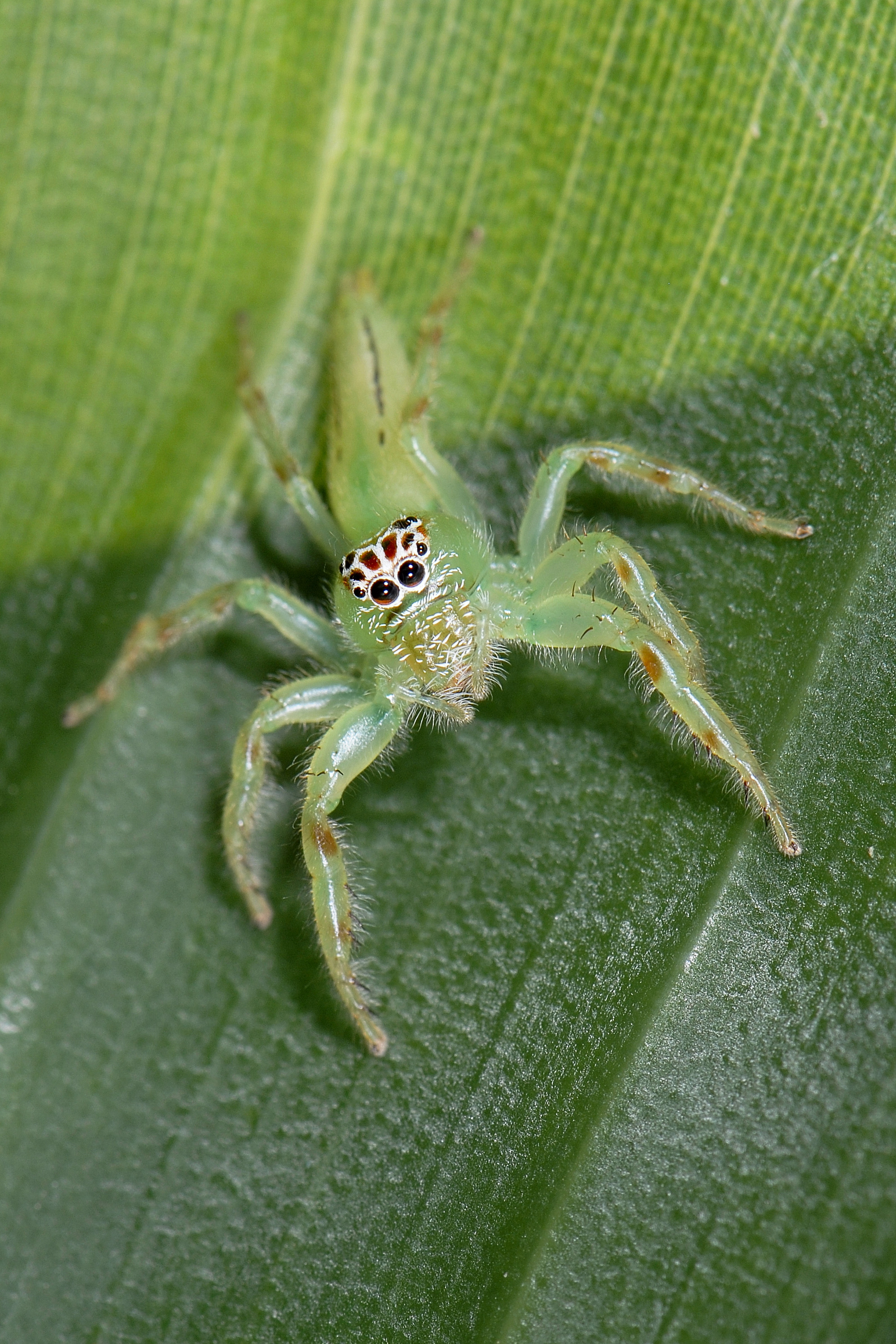
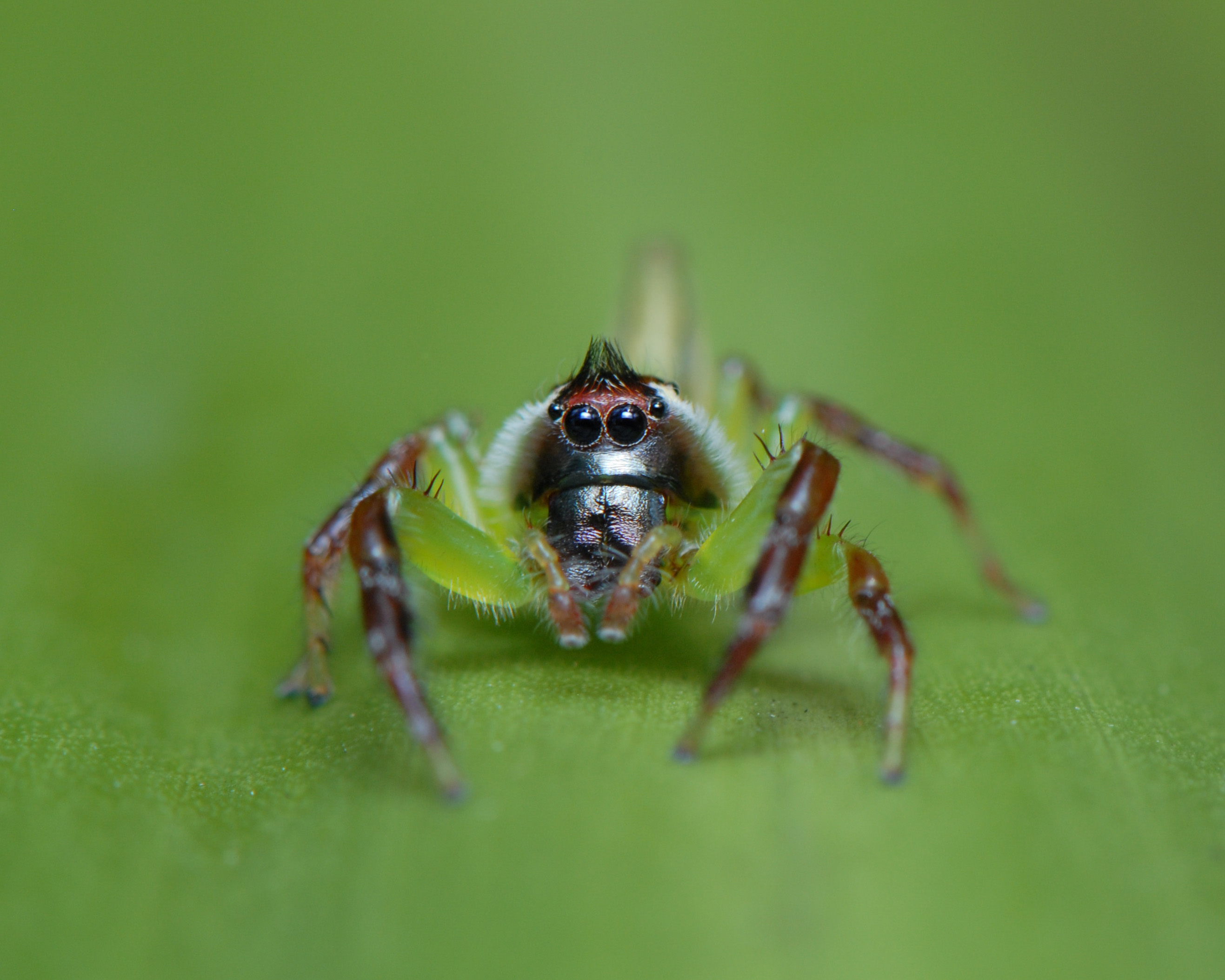
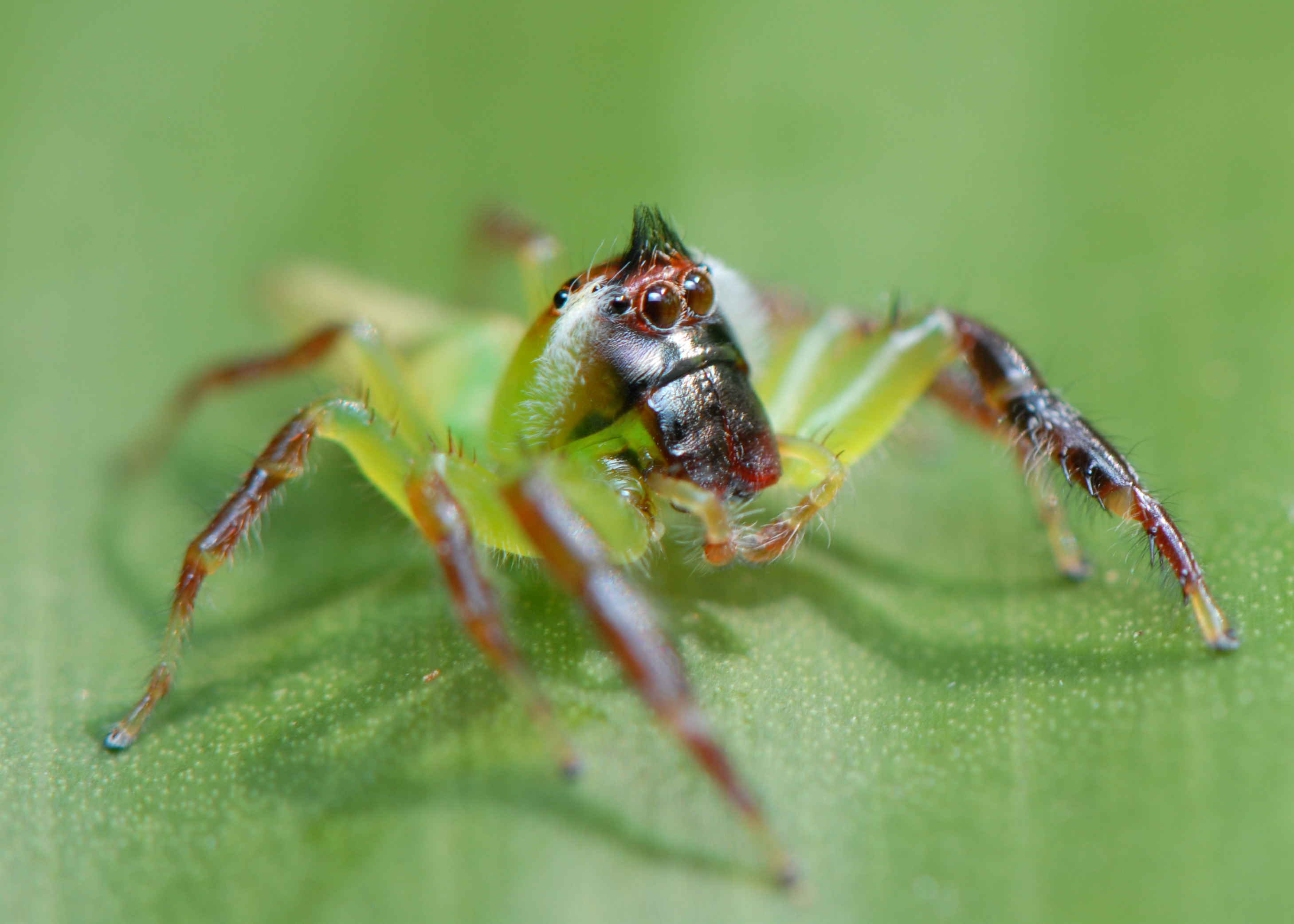
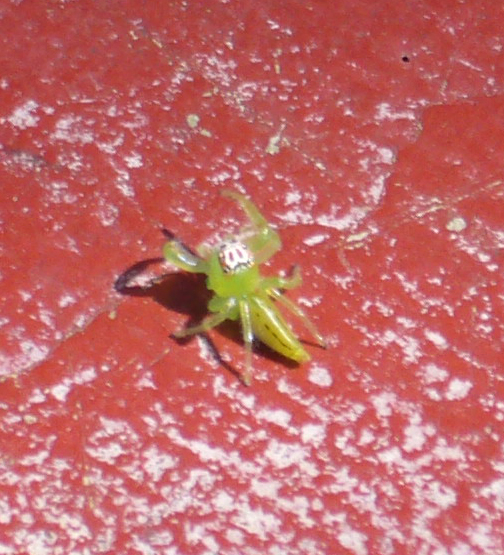